# Regierung der Herzöge
Unter der Regierung der Herzöge versteht man die Regentschaft, die die Herzöge Ludwig von Anjou (1339–1384), Johann von Berry (1340–1416) und Philipp von Burgund (1342–1404) von 1380 bis 1388 für den unmündigen französischen König Karl VI. ausübten.
Als König Karl V. am 16. September 1380 starb, war sein Sohn und Erbe Karl VI. noch nicht zwölf Jahre alt. Er stand zunächst unter der Vormundschaft der drei Brüder seines Vaters, der genannten Herzöge, die als Regentschaftsrat auch die Herrschaft für ihn ausübten. 

## Die Regentschaft
Die Regenten verfolgten widersprüchliche, meist vom eigenen Vorteil geleitete Ziele. Sie verursachten durch ihre Politik Aufstände, vor allem 1382 in Rouen (La Harelle) und Paris (Maillotins), nachdem sie in der herrschenden Wirtschaftskrise die Wiedereinführung von Steuern ankündigten, die Karl V. kurz vor seinem Tod abgeschafft hatte. Die Revolten in Rouen und Paris konnten unterdrückt werden, die aufständischen Bürger von Gent, Brügge und Ypern in der damals zum Königreich Frankreich gehörenden Grafschaft Flandern wurden am 27. November 1382 in der Schlacht bei Roosebeke besiegt. Ludwig von Anjou verließ im gleichen Jahr das Land, um seine Ansprüche auf das Königreich Neapel durchzusetzen; er starb zwei Jahre später.
Erst 1388 übernahm Karl die Regierung selbst und entmachtete seine Onkel. Er erwies sich als zwar gutwillig, aber schwach und sprunghaft, doch umgab er sich mit fähigen Ministern aus dem früheren Umfeld seines Vaters, mit denen er einige Jahre mit glücklicher Hand regierte, so dass die bisherigen Regenten entmachtet waren. Spätestens ab 1392 jedoch war er zeitweilig geistesgestört und ab 1393 war er überwiegend handlungsunfähig, auch wenn er zwischendurch offenbar immer wieder kurz bei klarem Verstand war.

## Die Folgen
Die Konflikte der Brüder Johann und Philipp eskalierten in den 1390er Jahren, neue Konkurrenten traten hinzu, Isabeau (1370–1435), die Königin und offizielle Regentin, sowie der Herzog Ludwig von Orléans (1372–1407), der jüngere Bruder Karls VI. Nachdem Philipp von Burgund 1404 gestorben war, ließ sein Sohn Johann Ohnefurcht (1371–1419) seinen Vetter Ludwig von Orléans 1407 ermorden. Johann Ohnefurcht wurde von Anhängern der Gegenpartei zwölf Jahre später ebenfalls ermordet.
In den Jahren, die der Regierung der Herzöge folgten, hatte sich zwei Lager gebildet:
- die Partei der formal königstreuen „Orleanisten“, die Anhänger Ludwig von Orléans, die später in Armagnacs umbenannt wurde, da sie unter der Führung von Johann von Berrys Schwiegersohn Bernard VII. von Armagnac (um 1360–1418), stand, und
- die Bourguignons Philipps des Kühnen und Johann Ohnefurchts, die im Bündnis mit den Engländern standen, als diese 1415 den Hundertjährigen Krieg wieder aufnahmen.

Siehe auch: Bürgerkrieg der Armagnacs und Bourguignons